# Diga di Çamgazi
La diga di Çamgazi è una diga della Turchia. Si trova nella provincia di Adıyaman. Il fiume Doyran (Doyran Çayı,  Kuzgun  o  Doyran ) è un affluente del fiume Göksu (Göksu Çayı) che è a sua volta affluente dell'Eufrate. Confluisce nel fiume Göksu una ventina di chilometri a valle della diga. Çamgazi è un villaggio ai piedi della diga e Doyran è quello di un altro villaggio un chilometro più a valle.

## Fonti
- (EN) Sito dell'agenzia turca delle opere idrauliche, su www2.dsi.gov.tr. URL consultato l'8 agosto 2011 (archiviato dall'url originale il 26 settembre 2007).